# Carlos Vivas
Carlos Alberto Vivas González (San Cristóbal, Táchira; 4 de abril de 2002) es un futbolista venezolano que juega como defensa central en el Deportivo Táchira de la Primera división de Venezuela.

## Carrera en el club

### Deportivo Táchira
Nacido en San Cristóbal, Vivas fue canterano del Deportivo Táchira de su ciudad natal. Debutó en el primer equipo a los 16 años, el 29 de agosto de 2018, como titular en la derrota 2-1 como visitante ante Zamora, por la Copa Venezuela de ese año 2018.
Vivas debutó en Primera División el 4 de octubre de 2019, jugando los 90 minutos en la goleada por 4-1 en casa ante Llaneros. Comenzó a ser más regular durante la temporada 2020, y marcó su primer gol con la selección absoluta el 22 de noviembre de ese año, anotando el tercero de su equipo en la victoria a domicilio por 3-0 ante Metropolitanos.
Tras ser titular durante la campaña 2020, Vivas pasó a ser suplente de Lucas Trejo y Jesús Quintero en 2021.

#### Portland Timbers (cedido)
El 28 de marzo de 2022, el Portland Timbers de la Major League Soccer anunció a Vivas como fichaje de su equipo reserva, el Portland Timbers 2. Fue titular indiscutible en el club durante la MLS Next Pro, en la que marcó un gol en 22 partidos.

#### Volver del préstamo
De regreso al Táchira antes de la temporada 2023, Vivas pasaría los primeros 11 partidos de la temporada como suplente no utilizado, antes de jugar su primer partido en mayo. Más tarde se establecería como titular, ayudando al club a ganar dos títulos consecutivos de Primera División en 2023 y 2024; en este último torneo, también fue nombrado MVP.

## Trayectoria internacional
En 2017, Vivas formó parte de la selección venezolana sub-15 para el Campeonato Sudamericano Sub-15 2017. También formó parte de la sub-17 en el Campeonato Sudamericano Sub-17 2019, pero solo actuó una vez en el torneo.
En junio de 2023, Vivas fue incluido en la lista de 24 jugadores de Ricardo Valiño para el Torneo Maurice Revello 2023 con la sub-23. Participó en los tres partidos de la selección en la competición, todos como titular.
El 12 de junio de 2023, Vivas recibió su primera convocatoria con la selección absoluta, para dos amistosos ante Honduras y Guatemala disputados en Estados Unidos. Debutó con la absoluta el 11 de diciembre, siendo titular en la derrota por 1-0 ante Colombia en un amistoso no FIFA disputado en el Chase Stadium de Fort Lauderdale, Florida, ya que el combinado nacional estaba compuesto exclusivamente por jugadores sub-23.
Vivas regresó a la selección sub-23 para el Torneo Preolímpico de la CONMEBOL 2024, donde fue capitán del equipo durante toda la competición. También fue incluido en la lista provisional de 30 jugadores de Fernando "Bocha" Batista para la Copa América 2024, pero fue uno de los cuatro descartados de la convocatoria final.

## Honores
Deportivo Táchira
- Primera División de Venezuela: 2021, 2023, 2024